# カロラ・ヴァーサ
カロラ・ヴァーサ（スウェーデン語：Carola Vasa, 1833年8月5日 - 1907年12月15日）は、ザクセン王アルブレヒトの王妃。ドイツ語名で全名はカロリーネ・フリーデリケ・フランツィスカ・シュテファニー・アマーリエ・ツェツィーリエ・フォン・ヴァーサ＝ホルシュタイン＝ゴットルプ（Caroline Friederike Franziska Stephanie Amalie Cecilie von Wasa-Holstein-Gottorp）。

## 生涯
スウェーデンの元王太子グスタフと妻ルイーゼ・フォン・バーデンの一人娘として、シェーンブルン宮殿で生まれた。父はオーストリアの軍人で、皇帝フランツ1世からヴァーサ公の称号を与えられていた。カロラは廃位されたグスタフ4世アドルフと王妃フリーデリケの孫にあたる。
1850年代初め、カロラはヨーロッパで美しい姫君として知られていた。花嫁を探していたフランス皇帝ナポレオン3世も、彼女を候補にしていた。カロラは母方の祖母ステファニー・ド・ボアルネを通じて、ボナパルト家とつながりがあった。父グスタフは、フランス帝政の危うさからこの縁談に反対し、婚約は成立しなかった。
1852年、父の願いに反し、カロラはカトリックに改宗した。1853年6月、カロラはザクセン王太子アルブレヒトと結婚した。2人には子供がなく、ザクセンの王位はアルブレヒトの弟ゲオルクへ継承された。カロラは、母方の従兄の息子バーデン大公フリードリヒ2世、同じく母方の従兄にあたるルーマニア王カロル1世と親しく交流した。